# Jordi Graupera i Garcia-Milà
Jordi Graupera i Garcia-Milà   (Barcelona, 4 de maig de 1981) és un periodista, doctor en filosofia i professor universitari català.
Ha treballat com a articulista, guionista, corresponsal, tertulià i comentarista a diversos mitjans de comunicació generalistes (Catalunya Ràdio, Com Ràdio, El Mundo, L'Avui, La Vanguardia, Público, RAC 1, SER, Ara, El Periódico), a diversos mitjans digitals (E-notícies, El Singular, Crític, El Nacional) i a revistes en paper com Benzina, Comunicació21, Revista de Catalunya, Barcelona Metrópolis o Time Out Barcelona. També ha treballat per a institucions com CatDEM i ha col·laborat amb la Fundació Catalunya Oberta. El 20 de març de 2018 va presentar una proposta per teixir una candidatura independentista a les eleccions municipals a Barcelona. Posteriorment, el 2019 fou candidat a l'alcaldia de Barcelona a les eleccions municipals per Barcelona és capital-Primàries. El 2024 presentà una proposta de partit polític de cara a les eleccions al Parlament de Catalunya de 2024 anomenada Alhora.

## Trajectòria
Jordi Graupera és net de Francesc Garcia-Milà, fundador de l'empresa Cruz Verde. És el petit de tres germans. Les seves germanes Mariona i Isabel són dues científiques dedicades a la recerca. Graupera va començar a estudiar tres carreres alhora: Dret, Filosofia i Filologia Catalana. D'adolescent va treballar en feines diverses (repartidor de publicitat, tallador de salmó i a la pizzeria Da Milà que els seus pares tenien a Olesa de Montserrat, entre d'altres) i va militar a la Joventut Nacionalista de Catalunya dels 16 als 18 anys. Va ser alumne de l'Aula de Teatre de la Universitat Autònoma de Barcelona, amb qui va arribar a estrenar l'obra El Cid de Pierre Corneille a Barcelona (Sala Beckett), València i Salt, sota la direcció de Toni Casares.
Va començar a treballar com a periodista en una secció sobre etimologia com a col·laborador efímer el 1998 en un programa de Jordi González a Catalunya Ràdio i, posteriorment, el 1999 a El Mundo i el 2002 a l'Avui. L'estiu de 2002 va fer de professor de primària a Ebibeyin (Guinea Equatorial). El setembre va fer un Programa Erasmus anual a la Facultat de Dret de Lisboa, compaginant-lo fent de corresponsal per a Com Ràdio i l'Avui. De nou a Barcelona, va abandonar temporalment els estudis el 2003 degut a la malaltia del seu pare, qui moriria de càncer el 2005. Durant aquest període havia sigut director del Centre d'Infants i Joves d'Acció Catòlica (CIJAC) i, entre 2001 i 2004, havia gestionat la cooperativa 4 duros. A partir d'aquell moment va començar a treballar com a cap de gabinet de la rectora de la Universitat Ramon Llull, Esther Giménez-Salinas i com a cap de comunicació de la Càtedra d'Ètica Aplicada Ethos-Ramon Llull, sota la direcció de la filòsofa Begoña Román.
Més endavant va reprendre els seus estudis de filosofia, va ser becat per La Caixa i va marxar a Nova York per estudiar un doctorat a The New School for Social Research, compaginant-ho amb la docència com a professor de filosofia, antropologia i de pensament polític al Saint Francis College, i després a la Universitat de Nova York, on impartiria classes de pensament polític i social. El juny del 2012 es va casar amb la també periodista Sara Loscos, amb qui té dues filles, Aurèlia i Francesca, nascudes el 2016 i 2018 respectivament, i un fill de nom Fèlix. Entre 2014 i 2016 fou president del Catalan Institute of America. Durant el curs 2016-2017 es va doctorar amb la tesi Metaphysics of State Neutrality. A critique of liberalism. És una crítica al principi de neutralitat de l'estat, propi del liberalisme, i com permet l'opressió de minories de tota mena: de gènere, racials, nacionals, entre d'altres, feta des de la metafísica. Després dels seus anys a Nova York va viure a Princeton. Va desenvolupar la seva feina com a investigador a la Woodrow Wilson School of Public and International Affairs, fent recerca sobre conflictes internacionals derivats de l'autodeterminació.
Graupera va ser un dels impulsors d'un manifest que proposava la celebració d'un referèndum d'autodeterminació que es va acabar celebrant l'1 d'octubre de 2017. El març de 2018 va realitzar una conferència al Teatre Victòria de l'avinguda del Paral·lel on va presentar la seva proposta per la ciutat de Barcelona: crear una sola candidatura independentista a les eleccions municipals de 2019, seguint l'argumentari que si durant el referèndum de l'1 d'octubre de 2017 un mig milió de persones van votar república, el 2019 es pot tenir una alcaldia republicana a la capital catalana. Arran d'aquesta proposta l'Assemblea Nacional Catalana, després de consultar-ho als socis, va capitanejar les Primàries Catalunya, una fórmula que tenia com a punt de partida la proposta de Graupera. El filòsof es va presentar en aquestes primàries per a la ciutat de Barcelona amb la candidatura de Barcelona és Capital. Va ser el candidat més votat en la primera volta de les votacions de Primàries Catalunya celebrades el cap de setmana del 15 i 16 de desembre de 2018 per a les eleccions municipals de 2019 a Barcelona. Tanmateix, a les eleccions no va aconseguir entrar al consistori en treure només un 3,74% dels vots, per sota del llindar mínim del 5% necessari per a obtenir un escó.
El 2022 fou professor visitant a la càtedra Josep Pla d'Estudis Catalans a la Universitat Stanford. Posteriorment ha estat assistent local de l'eurodiputada al Parlament Europeu, Clara Ponsatí Obiols. El febrer de 2024 van presentar conjuntament un moviment polític amb l'objectiu de presentar-se a les eleccions al Parlament de Catalunya de 2024, sota el nom d'Alhora.

## Obra publicada
- Converses amb Xavier Sala i Martín (CAT: DAU, 2008 ISBN 978-84-935228-4-1)[26]
- Cartes Ianquis de Carles Boix (col·laboració de Jordi Graupera, A Contra Vent, 2012, ISBN 978-84-93972-28-8)
- Una proposta per a Barcelona (amb pròleg de Clara Ponsatí, Destino, 2018, ISBN 9788497102773)
- La supèrbia (Fragmenta, 2020, ISBN 978-84-17796-28-0)
- La perplexitat (Destino, 2023, ISBN 9788497103497)[8]
- Estimaràs Déu sobre totes les coses (Fragmenta, 2020, ISBN 978-84-17796-89-1)

## Premis i reconeixements
- 2005 - Premi al Millor Orador en la Lliga de Debat Universitari de la Xarxa Vives.[27]
- 2005 - Premi al Millor Orador en la Lliga Nacional de Debat Universitari d'Espanya.[28]